# ゴールデン・ドリーム (宝塚歌劇)
『ゴールデン・ドリーム』は宝塚歌劇団のショー作品。
雪組公演。併演作品は『パリ変奏曲』。

## 概要
※「宝塚歌劇100年史（舞台編）」の宝塚大劇場公演のデータを参照
かつてのアメリカ・レビューのムードを生かして、1982年現代風に作り上げたショー。
ブロードウェイダンサーのビッキー・リーガンがタップ場面三場面の振付を担当した。

## 公演期間と公演場所
- 1982年11月12日 - 12月21日　宝塚大劇場[2]
- 1983年3月4日 - 3月29日　東京宝塚劇場[3]

## 宝塚大劇場公演のデータ
形式名は「グランド・レビュー」。24場。

### スタッフ（宝塚大劇場）
- 作・演出：小原弘稔
- 作曲・編曲：吉崎憲治、寺田瀧雄、高橋城
- 編曲・音楽指揮・合唱指導：橋本和明
- 振付：ビッキー・リーガン、羽山紀代美
- 装置：石浜日出雄、関谷敏昭
- 衣装：任田幾英
- 照明：今井直次
- 音響：松永浩志
- 小道具：上田特市
- 効果：吉田雄二
- 演出助手：正塚晴彦、谷正純、日比野桃子
- 制作：武井泰治